# 畢叔賢
畢 叔賢（ひつ しゅくけん、承安5年（1200年）- 憲宗4年12月27日（1255年2月5日））は、金朝末期からモンゴル帝国初期にかけて活躍した人物。叔賢は字。
『元史』には立伝されていないが『遺山先生文集』巻30濮州刺史畢侯神道碑銘にその事蹟が記され、『新元史』には濮州刺史畢侯神道碑銘を元にした列伝が記されている。

## 概要
畢叔賢は代々農業を営む家の出であったが、モンゴル帝国の金朝侵攻が始まると僅か11歳にして親戚に従って避難し、済南の章丘に移住した。この頃済南総管であった成江は移住してきた畢叔賢の器量を見出し、自らの養子とした。また成江の上官である蕭国公侯摯にも気に入られ、読書にも親しむ優秀な人物に育った。
1218年（戊寅）、南宋軍が漣水方面に進出すると畢叔賢は成江とともに宣撫使の田琢と合流して南宋軍を撃退し、この時の功績により昭信校尉とされた。この頃、山東地方で自立していた李全は南宋軍の北伐に協力することで勢力を拡大し、益都を中心とする山東地方一帯を支配した。畢叔賢もまた李全の支配下に入り、畢叔賢は帳前都統、後に統制の地位を授けられた。
1226年（丙戌）よりタイスン率いるモンゴル軍が益都の攻囲を開始すると、李全は徹底抗戦を選んだが、1年後の1227年（丁亥）4月には城内の食糧はほとんど尽きてしまった。そこで畢叔賢は城が陥落すれば城内は掠奪を受けるが降伏すれば城民の命は救われる、数十万の民の命を守るためにモンゴルに屈しましょうと説得したことにより、李全はタイスンの上官に当たる太師ボオルへの投降を決意したという。果たしてボオルは李全を誅殺すべしという意見を却下して李全を助命したばかりか投降前の勢力をほとんどそのまま保証し城民も殺されることがなかったため、畢叔賢の進言した通りとなった。
モンゴルへの投降後、太師ボオルの命によって畢叔賢は成江とともに西方に移って山東地方西部の東平を拠点とする厳実に仕えるようになった。妖人の李仏子なる者が捕まった時、厳実はその扇動を受けていた者達も殺そうとしたが、畢叔賢は説得してこれをやめさせた。その後、鄒平・斉河両県の県令とされた。
1233年（癸巳）、厳実の命により畢叔賢は姓を成から畢に戻した。この頃、畢叔賢の両親は既に章丘で病没しており、これを機に魯城の東に新たに畢家の墓が建てられた。1240年（庚子）には臨清県令とされ、1246年（丙午）には懐遠大将軍の官位と濮州刺史の職を授けられた。1254年（甲寅）には本路課税所長官とされたが、同年12月27日（1255年2月5日）に自宅にで55歳で亡くなった。